# Humanisme chrétien
 (novembre 2023).
Si vous disposez d'ouvrages ou d'articles de référence ou si vous connaissez des sites web de qualité traitant du thème abordé ici, merci de compléter l'article en donnant les références utiles à sa vérifiabilité et en les liant à la section « Notes et références ».
L'humanisme chrétien considère les principes humanistes tels que la dignité humaine, la liberté individuelle et la primauté du bonheur humain comme essentiels et compatible avec l'enseignement de Jésus. Les valeurs humanistes sont quant à elles justifiées par l'idée que Dieu a créé l'humain libre et digne de son amour. 

## Définition
Si le point de départ peut être perçu dans l'humanisme de la Renaissance, ses implications ont largement influencé le christianisme à travers l'histoire, et continuent de le faire aujourd'hui. On peut concevoir son influence lorsque les questions religieuses sont abordées en partant de l'homme plutôt que de Dieu. L'idée de révélation devient alors moins importante que son effet sur l'humain et la satisfaction qu'elle lui apporte. L'insistance est placée sur la sacralité de chaque vie et le salut est présenté avant tout comme une expérience de libération à vivre au quotidien. 

## Débat
L'expression "humanisme chrétien" est considérée par certains[Qui ?] comme un paradoxe issu d'une branche libérale du christianisme qui voudrait s'approprier les bénéfices de la popularité de l'humanisme. Cette appellation est revendiquée par certains groupes, mouvements ou associations .